# Rejštejn
Rejštejn es una localidad del distrito de Klatovy en la región de Pilsen, República Checa. Tiene una población estimada, a principios del año 2021, de 261 habitantes. 
Se encuentra ubicada al sur de la región, cerca del río Otava —un afluente izquierdo del río Moldava que, a su vez, lo es del Elba— y de la frontera con la región de Bohemia Meridional y el estado alemán de Baviera.